# 德拉夫斯科縣

53°32′N 15°48′E / 53.533°N 15.800°E
德拉夫斯科縣（波蘭語：Powiat drawski），是波蘭的縣份，位於該國西北部，由西波美拉尼亞省負責管轄，首府設於波莫瑞地區德拉夫斯科，面積1,764平方公里，2015年人口58,062，人口密度每平方公里33人。